# Mennoniten in Paraguay
Die Mennoniten Paraguays sind Nachkommen von Russlandmennoniten, die heute hauptsächlich in 19 Siedlungen im paraguayischen Chaco und im Osten des Landes leben. Laut der Mennonitischen Weltkonferenz gab es 2006 in Paraguay 30 000 Mitglieder mennonitischer Kirchen.

## Sprache und Kultur
Etwa die Hälfte der getauften Mennoniten in Paraguay hat europäische Wurzeln und spricht Deutsch bzw. Plattdeutsch als Muttersprache. Die andere Hälfte der Mennoniten ist entweder spanischsprachig oder mit einer indigenen Muttersprache aufgewachsen. Es handelt sich schon lange um keine reine Bekenntnis- und Glaubensgemeinschaft, sondern auch um ein Gemeinwesen mit einer bestimmten kulturellen Ausprägung, was in den 1940er Jahren auch zu einer gewissen Zahl von NS Sympathisanten unter den Mennoniten Paraguays führte.

## Geschichte
Die Mennoniten Paraguays gehen auf die sogenannten Koloniemennoniten Russlands zurück. Gegen Ende des 19. Jahrhunderts hob die russische Regierung die den Mennoniten in Neurussland gewährten Privilegien auf, was viele aus den dortigen Kolonien, z. B. der Kolonie Chortitza und der Kolonie Molotschna zur Auswanderung nach Nordamerika bewog. Nachkommen dieser Auswanderer wanderten ab 1926–27 nach Südamerika u. a. Paraguay weiter. In Folge des Zweiten Weltkriegs wurde die Kultur der mennonitischen Kolonien in Russland und der heutige Ukraine schließlich völlig zerstört.

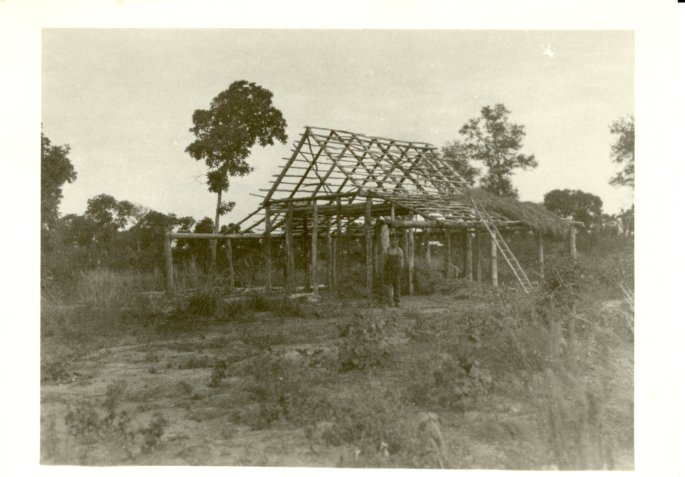
Frühe Mennonitensiedlungen im Chaco

Eine weitere wichtige Migrationsbewegung fand 1945 statt, als vertriebene Mennoniten aus Sowjetrussland eintrafen. Sie waren aus Russland nach Deutschland geflohen, wo sie von der Wehrmacht gerettet wurden, und liefen Gefahr, nach Russland zurückgeschickt zu werden, wo sie Tod, Gefangenschaft oder Verbannung nach Sibirien erwartete. Wiederum organisierten Mennoniten aus Kanada und den Vereinigten Staaten Hilfe. Tausende kamen mit dem Schiff Volendam in Paraguay und Uruguay an. Ursprünglich hatte man auf Land in Argentinien gehofft, doch war die dortige Regierung nicht bereit, Befreiung vom Militärdienst zu gewähren.

### 21. Jahrhundert

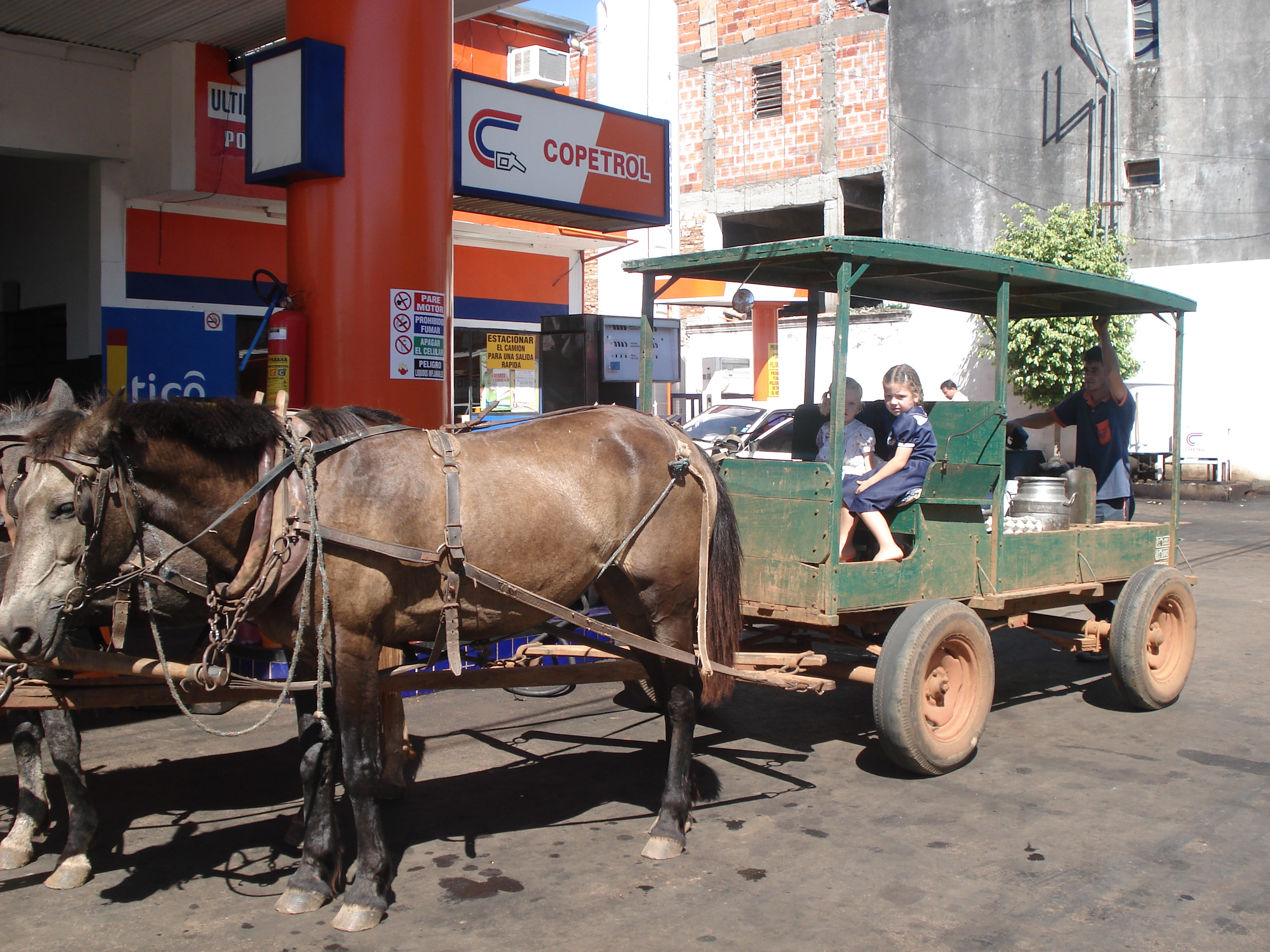
Typisches Mennoniten-Fuhrwerk in San Ignacio, Misiones.

In den 2010er Jahren kam es zu einer neuen Migrationsbewegung der mennonitischen Bevölkerung, diesmal jedoch in umgekehrter Richtung. Mennoniten verlassen Paraguay oder wandern in andere Departements des Landes ab. Dies ist auf die Gewalt zurückzuführen, denen die Siedler in diesem Gebiet des Landes durch die Paraguayische Volksarmee ausgesetzt sind.

## Mennonitische Gemeinden
Die spanischsprachigen und indianischen Gemeinden sind das Produkt der Missionstätigkeit der deutschsprachigen Gemeinden.
Wie für andere mennonitische Gemeinden sind Glaubenstaufe, Absonderung von der Welt, praktische Christusnachfolge, Friedenslehre und Ablehnung des Eides leitende Prinzipien. Die Kolonien Menno, Fernheim, Neuland, Friesland, Volendam, Tres Palmas, Sommerfeld und Mennonite in Asuncion gelten als progressiv und haben sich teils der Mehrheitsgesellschaft geöffnet.
Aus Vertretern der Kolonien Fernheim, Friesland, Menno, Neuland und Volendam, die zum Asociación de Colonias Menonitas del Paraguay (ACOMEPA) zusammengeschlossen sind, wird der Oberschulzenrat gebildet. In den Mennonitenkolonien, deren Mitglieder aus Kanada eingewandert sind (mit Ausnahme der Kolonie Menno), wird dieser Amtsträger Administrator (mit englischer Aussprache) genannt, und in den Kolonien, deren Mitglieder aus Mexiko eingewandert sind, heißt er Vorsteher.
Traditioneller orientiert sind die Gemeinden Sommerfeld, Bergthal, Reinfeld, Rio Verde, Santa Clara, Nueva Durango und Manitoba. In diesen Kolonien, deren Einwohner meist aus Mexiko und Kanada stammen, werden Tradition und Absonderung stark betont. Eine dritte, kleinere Gruppe sind Nachfahren von süddeutschen Familien, aus der Schweiz, der Pfalz und dem Elsass, die im 18. Jahrhundert nach Amerika auswanderten und Englisch sprechen.

## Mennoniten im paraguayischen Chaco

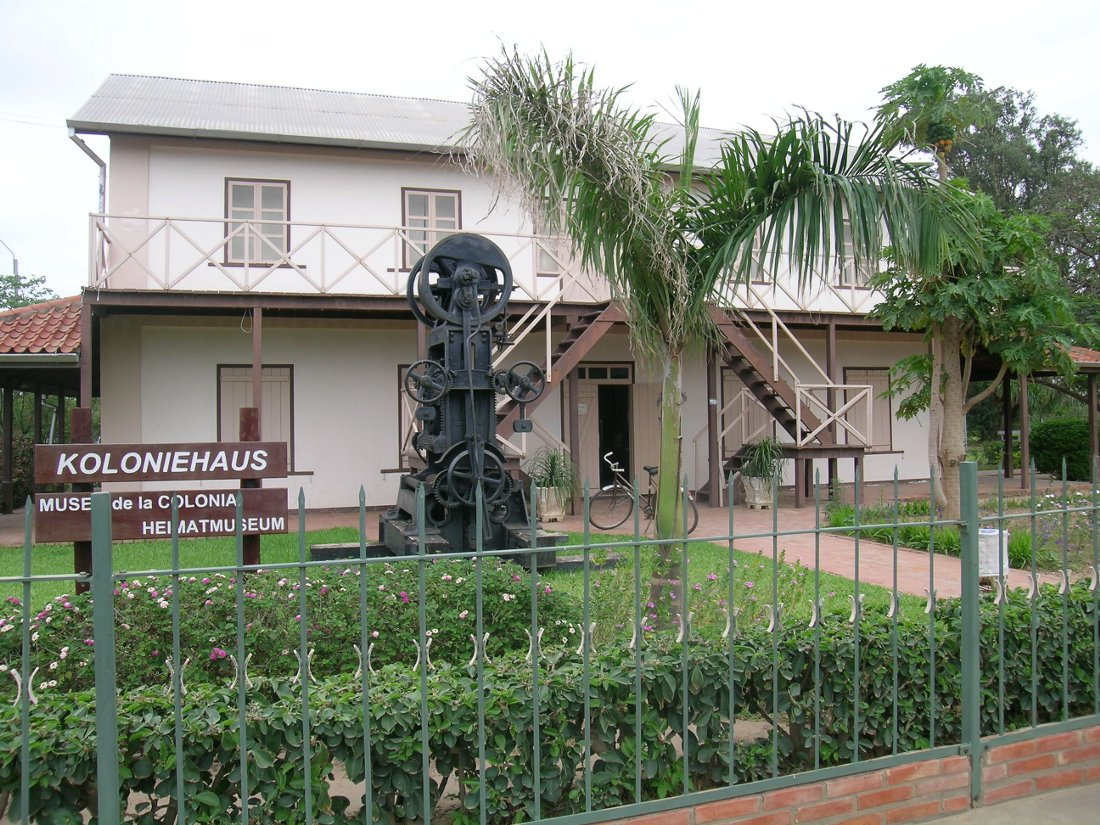
Museum der Kolonie Filadelfia

Die mennonitischen Kolonien im paraguayischen Chaco sind auf der Grundlage von zwei Organisationsebenen aufgebaut. Zunächst gibt es die Bürgervereinigung, die sich um die vorrangigen Bedürfnisse der Gemeinschaft kümmert, vor allem in den Bereichen Bildung und Religion, zwei Aspekte, die für die Siedler als wesentlich gelten. Danach gibt es Kooperativen, die die Bereiche Marketing, Bildung, Gesundheit, Straßenverkehr usw. abdecken.
Der Chaco-Oberschulzenrat besteht aus den drei Oberschulzen der Mennonitenkolonien im Chaco. In Filadelfia gibt es ein zweisprachiges Lehrerseminar.

### Wichtigste Orte

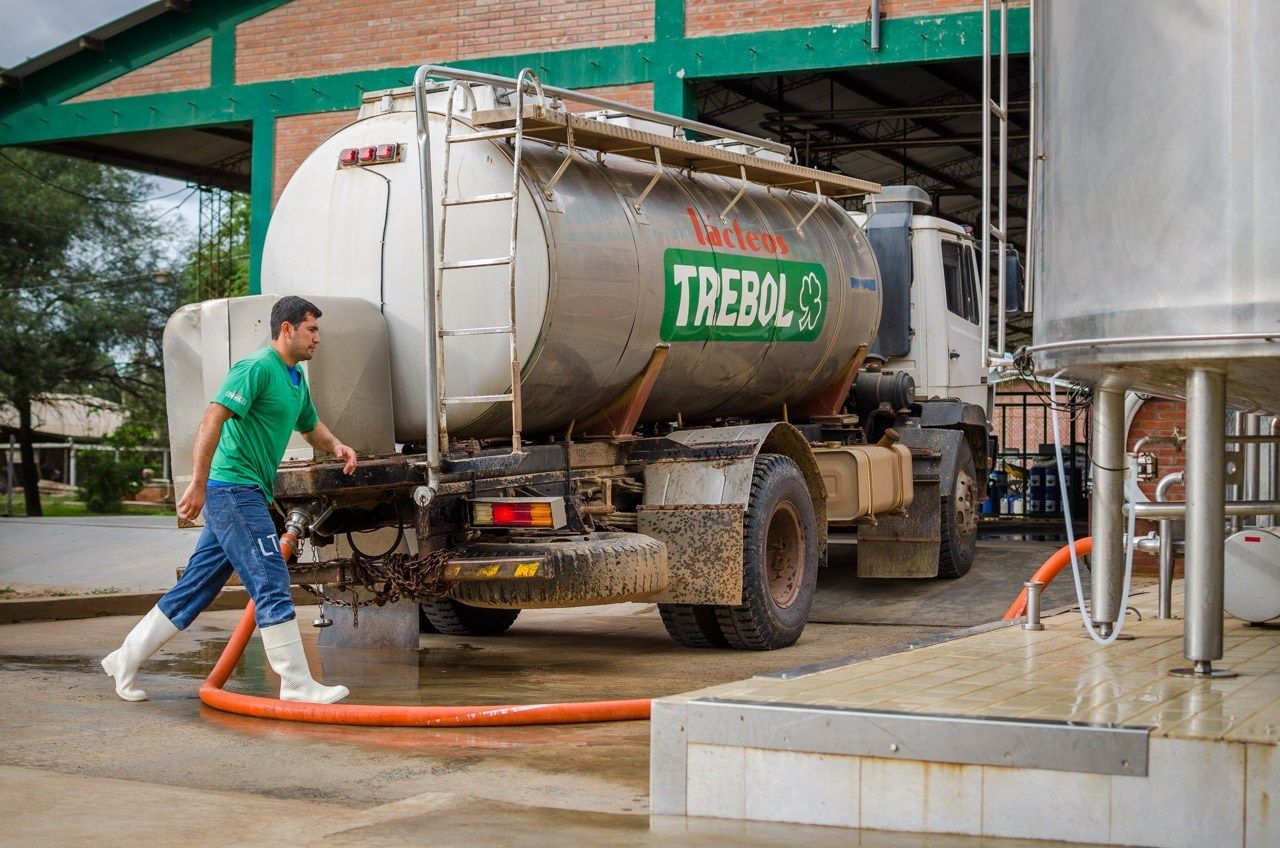
Milchlieferung an Käserei in Lolita, Boquerón.

Menno war die erste mennonitische Kolonie in Paraguay, die 1927 von mennonitischen Siedlern aus Kanada gegründet wurde. Heute hat es etwa 10.000 Einwohner. Loma Plata (7000 Einwohner) ist das Verwaltungszentrum. Fernheim wurde 1930 von Mennoniten aus Russland gegründet. Heute hat es etwa 18.000 Einwohner. Filadelfia (gilt auch als Hauptstadt des Chaco) ist das Verwaltungszentrum. Neuland hat 3.500 Einwohner. In Santa Rosa siedelten sich ab 1969 Mennoniten aus Mexiko und Kanada an.

### Wirtschaft

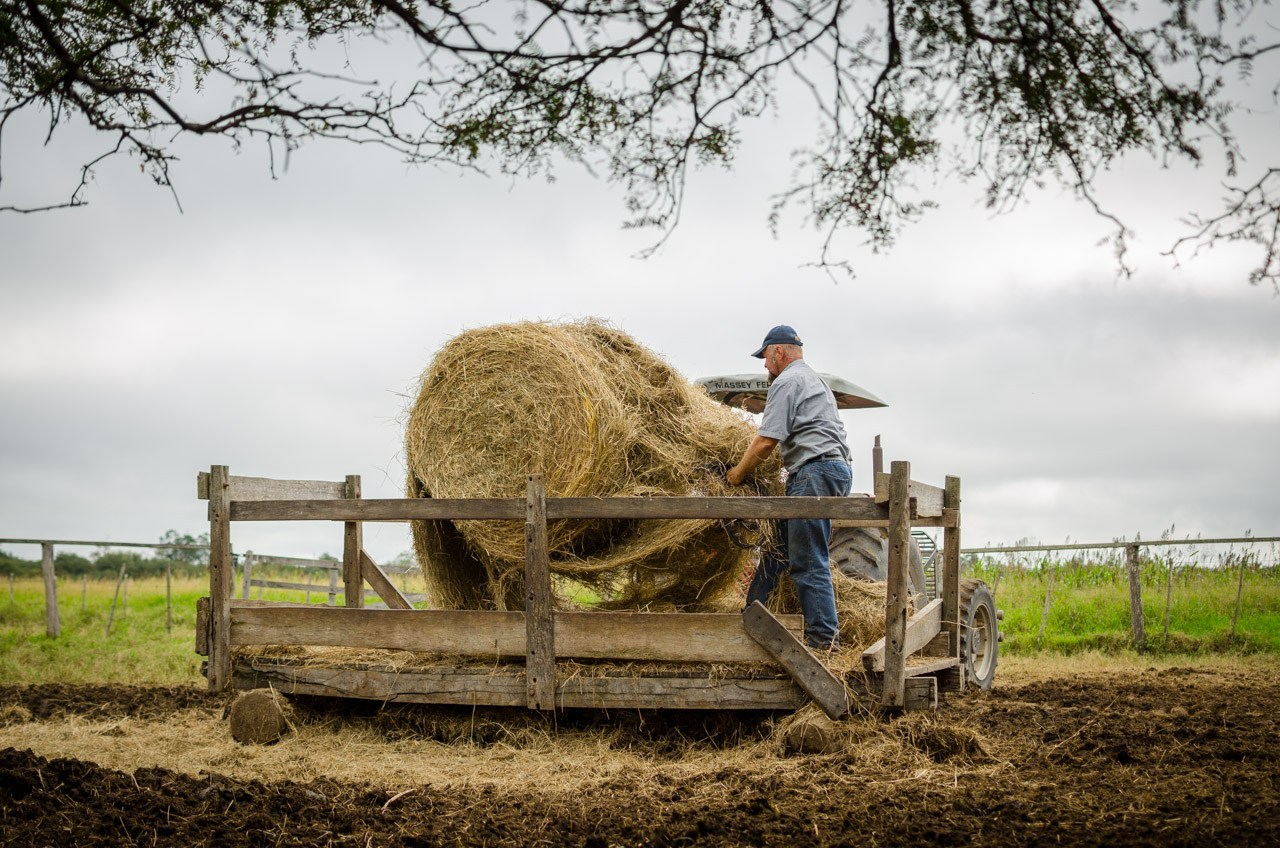
Ein Milchproduzent nutzt Heuballen zum Füttern der Kühe.

Die mennonitischen Kolonien sind ein wichtiger Wirtschaftsfaktor für Paraguay. So stammen 75 % der Milchproduktion des Landes aus Genossenschaftsbetrieben der Mennoniten. In den 1980er Jahren begann ein Aufschwung in der Milchwirtschaft, der der Kolonie zugutekam.

### Bildungssystem
Das Bildungswesen war seit der Ankunft der ersten Siedler immer ein umstrittenes Thema, da die Mennoniten ihr eigenes Bildungssystem haben. Nach dem Gesetz 514/21, dem sogenannten „Mennonitengesetz“, durften die Siedler eigene Schulbehörden einrichten und eigene Bildungssysteme einführen. Die einzige Unterrichtssprache war anfangs Deutsch oder Plautdietsch. In den letzten Jahren ist in vielen Kolonien Spanisch hinzugekommen.
Neben dem Erlernen der verschiedenen Fächer und Inhalte der Allgemeinbildung wurde grundlegender Unterricht in verschiedenen handwerklichen und alltagspraktischen Bereichen wie Landwirtschaft, Gartenbau, Kochen, Nähen, Tischlerei erteilt. Ab den 1970er Jahren passten vier Kolonien (Fernheim, Friesland, Menno und Neuland) ihre Lehrpläne an die Inhalte des Bildungsministeriums von Paraguay an.

## Hauptkolonien
Der erste Siedlungsschwerpunkt der Mennoniten liegt in der Region Gran Chaco im Westen, der zweite im Osten Paraguays.
| Siedlung       | Lage   | Gründungsjahr | Herkunft                       | Bevölkerung (1987) |
| -------------- | ------ | ------------- | ------------------------------ | ------------------ |
| Menno          | Westen | 1927          | Kanada                         | 6.650              |
| Fernheim       | Westen | 1930          | Russland                       | 3.240              |
| Neuland        | Westen | 1947          | Russland                       | 1.330              |
| Friesland      | Osten  | 1937          | Russland                       | 720                |
| Volendam       | Osten  | 1947          | Russland                       | 690                |
| Bergthal       | Osten  | 1948          | Kanada                         | 1.490              |
| Sommerfeld     | Osten  | 1948          | Kanada                         | 1.860              |
| Reinfeld       | Osten  | 1966          | Kanada                         | 120                |
| Luzy Esperanza | Osten  | 1967          | Vereinigte Staaten von Amerika | 110                |
| Agua Azul      | Osten  | 1969          | Vereinigte Staaten von Amerika | 170                |
| Río Verde      | Osten  | 1969          | Mexico                         | 2.490              |
| Tres Palmas    | Osten  | 1970          | Verschiedene                   | 220                |
| Santa Clara    | Osten  | 1972          | Mexico                         | 130                |
| Río Corrientes | Osten  | 1975          | Vereinigte Staaten von Amerika | 180                |
| Florida        | Osten  | 1976          | Vereinigte Staaten von Amerika | 100                |
| Nueva Durango  | Osten  | 1978          | Mexiko                         | 2.050              |
| Campo Alta     | Osten  | 1980          | Mexiko/Belize                  | 120                |
| Manitoba       | Osten  | 1983          | Mexiko                         | 290                |
| Asunción       | Osten  | N             | Verschiedene                   | 750                |
| Gesamt         |        |               |                                | 22.710             |

## Persönlichkeiten
- Martin Friessen: ehemaliger evangelischer Pastor
- Andreas Neufeld: Exminister
- Edwin Pauls: Altgouverneur des Departements Boquerón.
- Orlando Penner: Unternehmer, ehemaliger Rallyefahrer und Ex-Parlamentarier
- Cornelius Sawatzky: ehemaliger Abgeordneter
- Walter Stockl: Altgouverneur des Departements Boquerón.
- Arnoldo Wiens: Publizist, Parlamentarier Abgeordneter und ehemaliger evangelischer Pastor

## Galerie

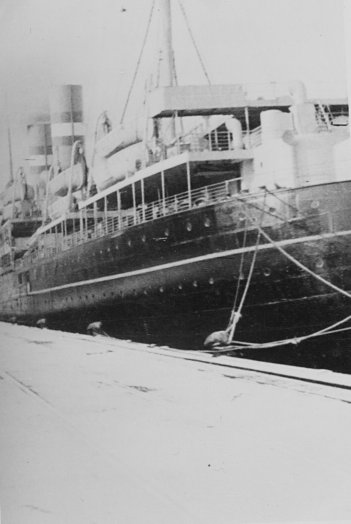
Das Schiff Volendam transportierte 2.307 Russlandmennoniten nach Paraguay.
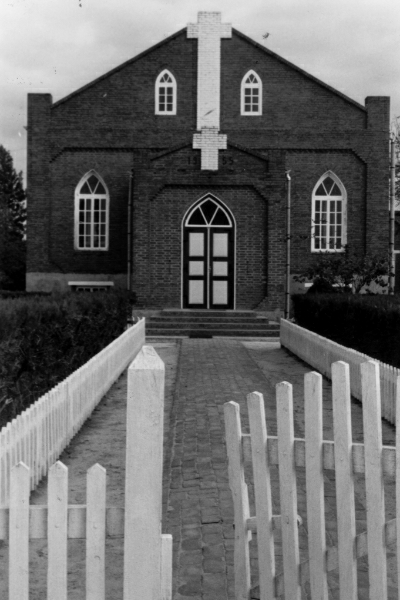
Kirche der Siedlung Neuland (1987).
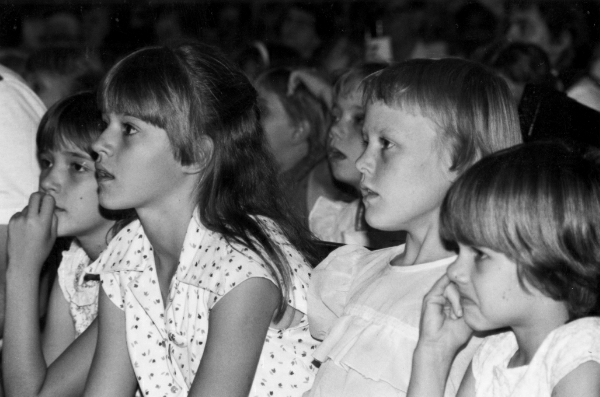
Kinder der Siedlung Fernheim (1987).
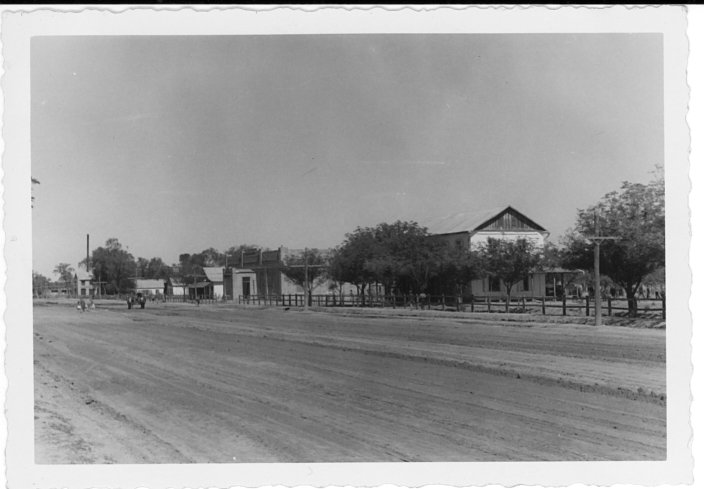
Hauptstraße von Filadelfia (April 1949).